# Góra Świętej Anny (núi)
Góra więtej Anny (phát âm tiếng Ba Lan: [ˈɡura ˈɕfʲɛntɛj ˈannɨ]) hoặc Núi St. Anne (tiếng Đức: St. Annaberg; Silesian: Anaberg/Śwjynto Anna) là một hòn núi ở Upper Silesia, Ba Lan, bên cạnh vùng đất cùng tên. Đây là vị trí của tu viện dòng Phan Sinh với các bức tượng của Thánh Anne kỳ diệu và núi thánh hùng vĩ, đó là một điểm đến quan trọng đối với giáo dân Công giáo La Mã hành hương. Đây là một địa điểm chiến lược quan trọng đối với cả những người theo chủ nghĩa dân tộc Đức và Ba Lan. Vào năm 1921, đây là nơi diễn ra Trận Annaberg, được tưởng niệm trong Đức Quốc xã bằng cách xây dựng Thingstätte (Nhà hát vòng tròn) và lăng mộ. Nhà hát vẫn còn, nhưng lăng mộ của Đức Quốc xã đã bị phá hủy và thay thế bằng một tượng đài cho những người tham gia cuộc nổi dậy Silesian thứ ba.
Cảnh quan văn hóa và tự nhiên tổng hợp của Góra więtej Anny đã được công bố là một trong những Di tích lịch sử chính thức của Ba Lan (Pomnik historii) bởi Ủy ban di sản quốc gia Ba Lan và Tổng thống Ba Lan.

## Địa chất
Annaberg là một hình nón núi lửa đất bazan Đệ tam, điểm cực đông của vành đai núi lửa Silesian và sự xuất hiện của đá bazan ở cực đông châu Âu. Nó cao 406 mét (1.332 ft).

## Lịch sử

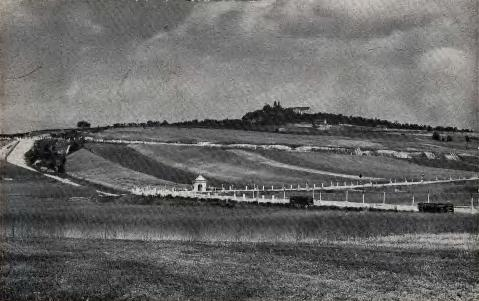
Annaberg năm 1934

Ngọn đồi là một ngôi đền ngoại giáo trong thời tiền Kitô giáo.
Nó trước đây được gọi là Chelmberg. Khoảng năm 1100, một nhà nguyện bằng gỗ St. George được xây dựng trên ngọn đồi, và nó được biết đến với cái tên Georgenberg (ngọn đồi của St. George). Năm 1516, gia đình quý tộc von Gaschin, người đã chuyển đến Silesia từ Ba Lan vào giữa thế kỷ 15, đã dựng lên một nhà thờ dành riêng cho Thánh Anne trên Chelmberg. Ngọn đồi trở thành một điểm đến hành hương nổi tiếng, đặc biệt là sau khi được quyên góp một bức tượng gỗ của Thánh Anne vào năm 1560, có chứa các xá lợi của thánh, vẫn còn trong nhà thờ ngày nay.

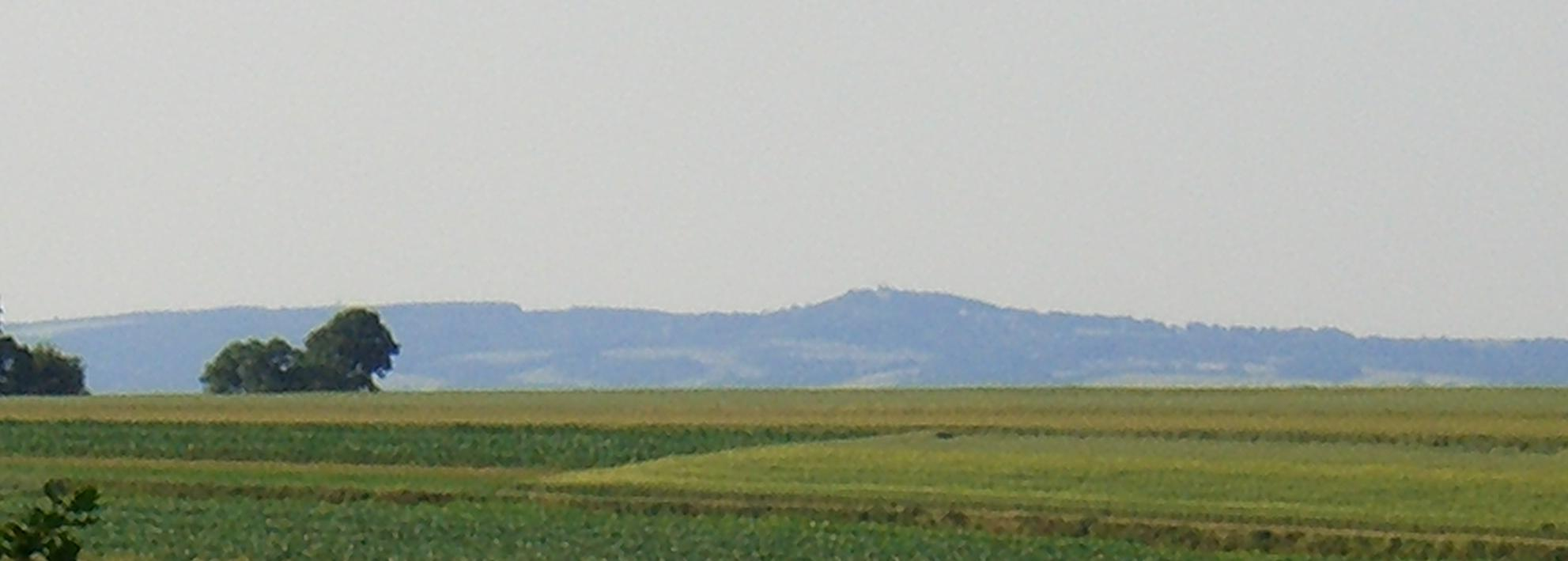
Annaberg nhìn từ phía nam ở khoảng cách khoảng 25 km

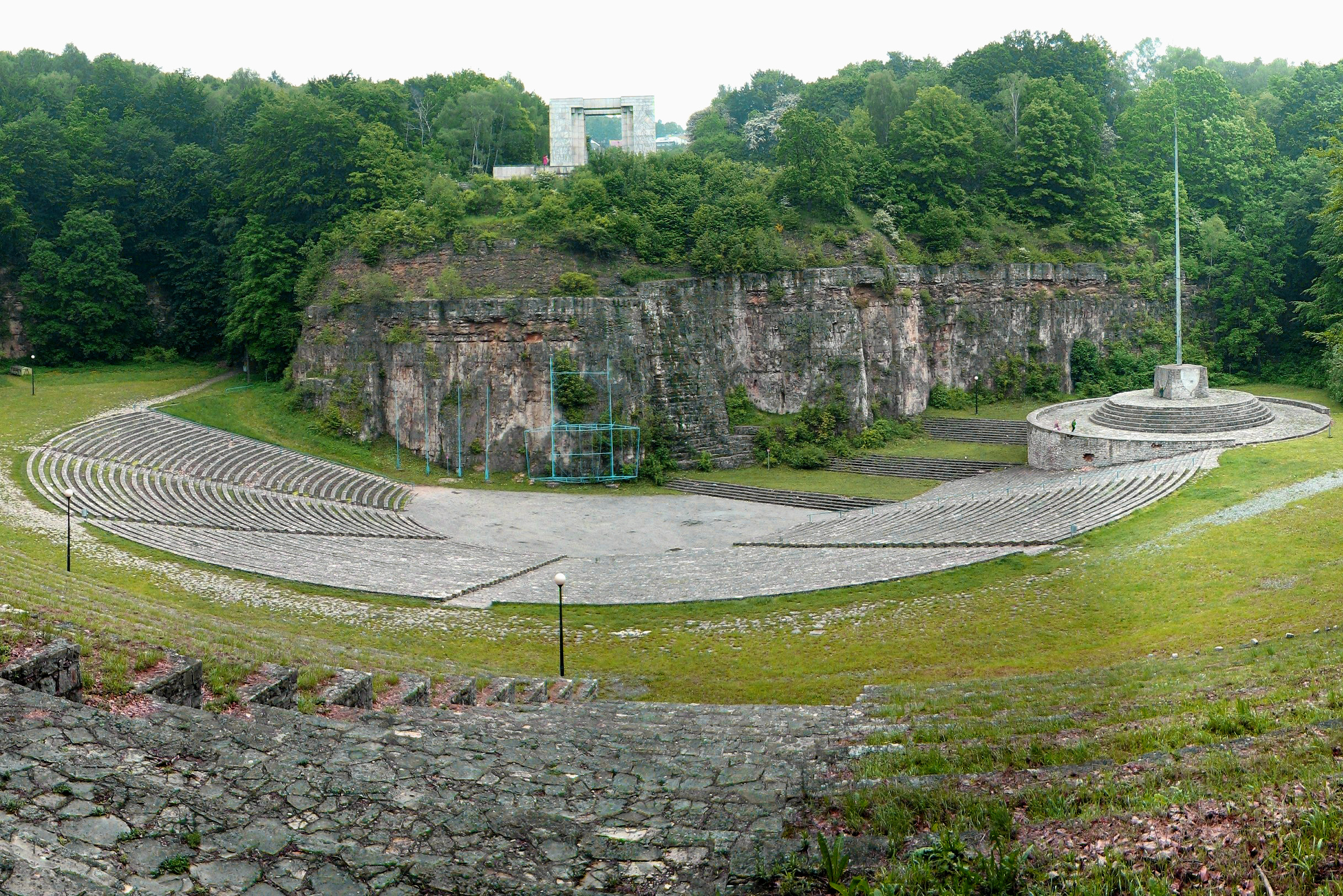
Quang cảnh Nhà hát vòng tròn với Đài tưởng niệm Cuộc nổi dậy Silesian của Ba Lan ở trên đỉnh

Vào ngày 14 tháng 4 năm 2004, Annaberg được tuyên bố là một di tích lịch sử của Ba Lan.

## Hình ảnh

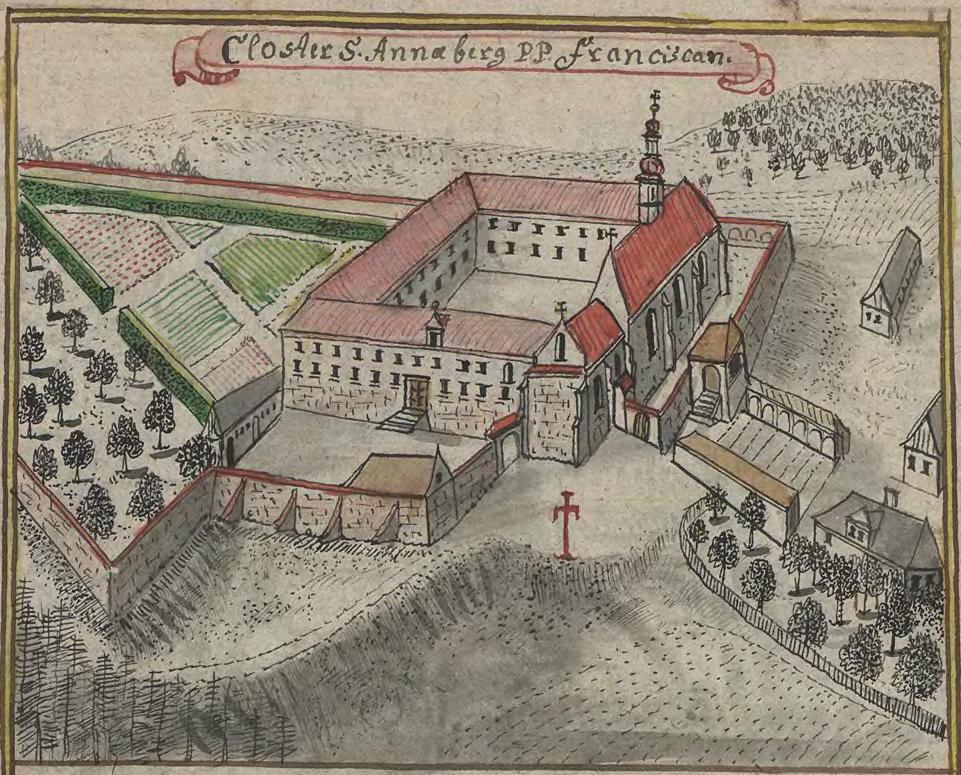
Miêu tả thế kỷ 18 của tu viện Franciscan
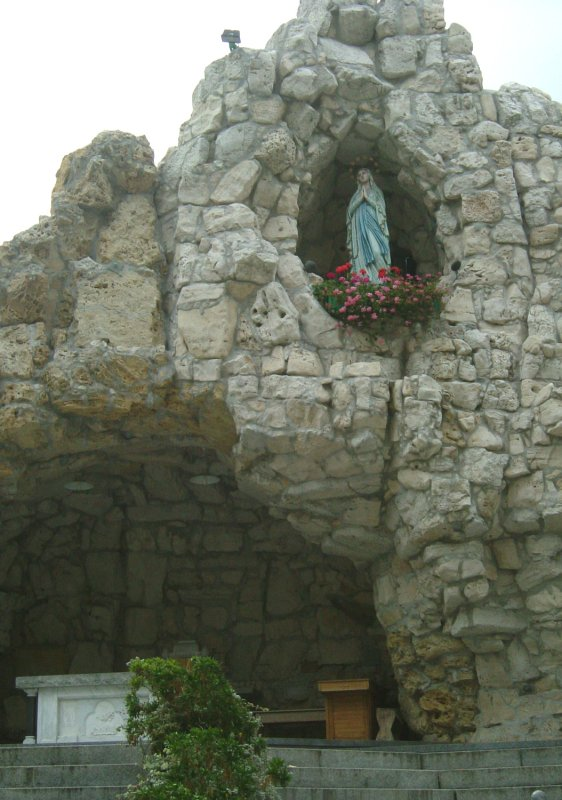
Lourdes Grotto
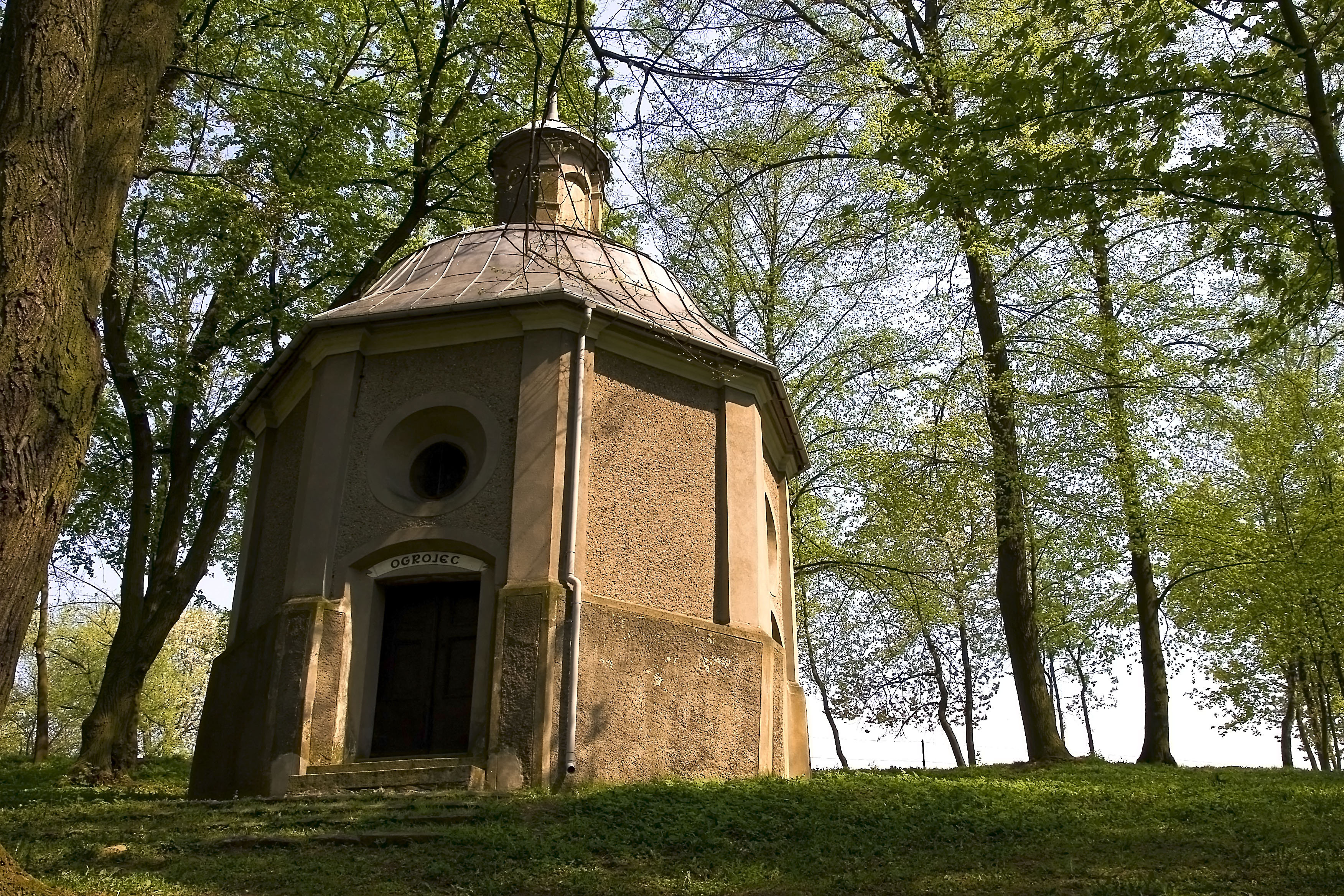
Nhà nguyện Gethsemane ở Calvary
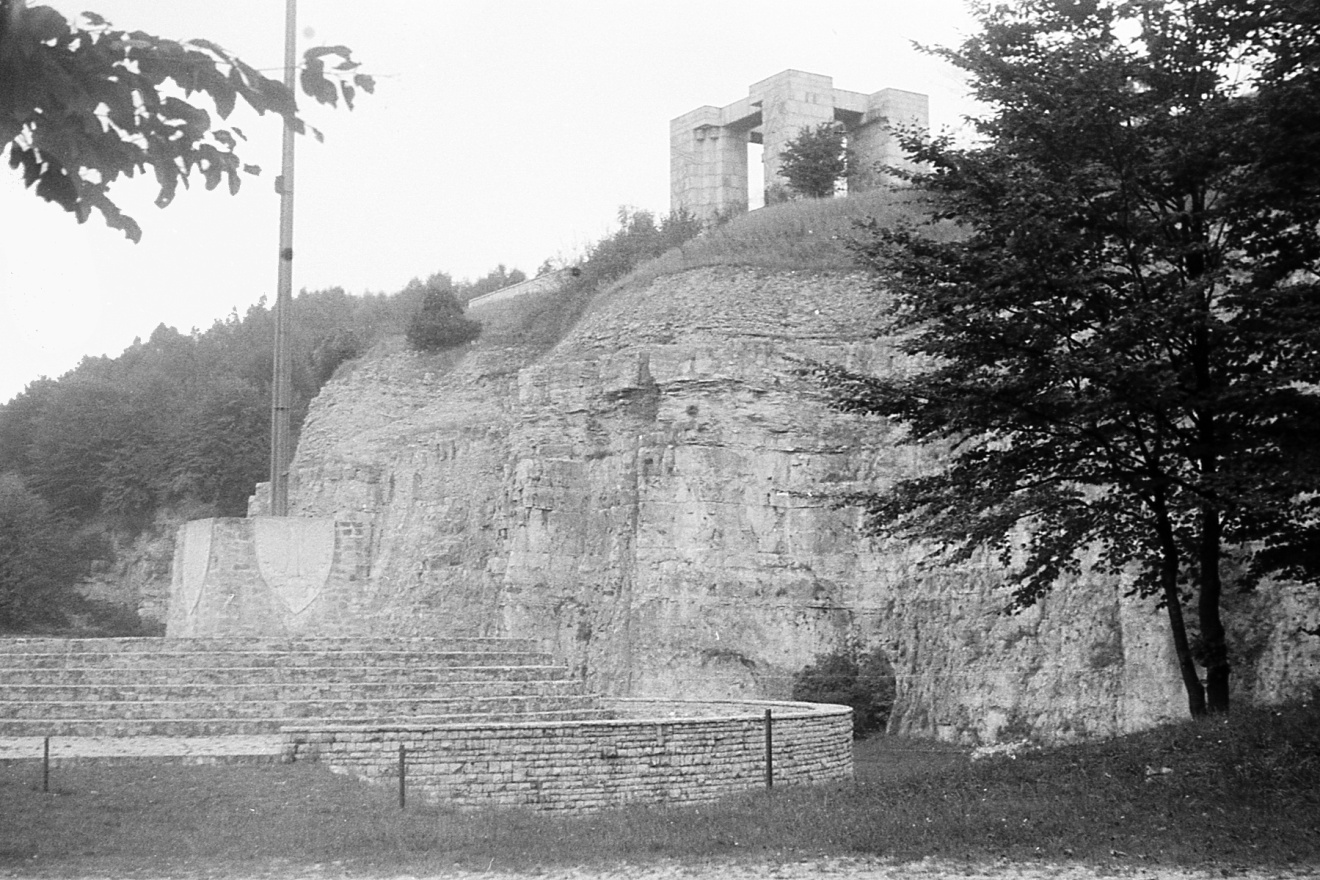
Đài tưởng niệm cuộc nổi dậy nhìn từ Nhà hát vòng tròn
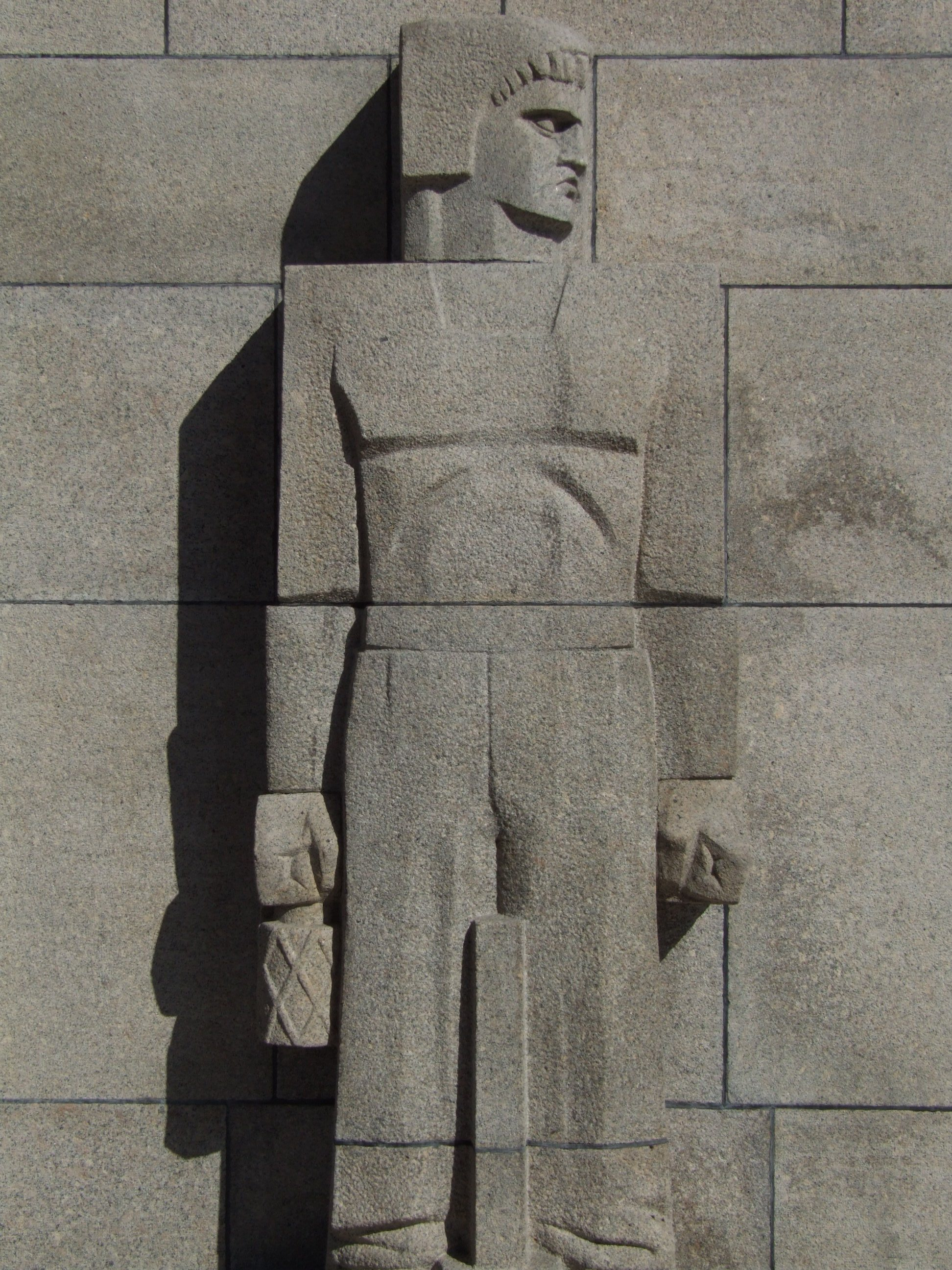
Điêu khắc người thợ mỏ của Xawery Dunikowski trong Đài tưởng niệm